# Abstinență
Abstinența este faptul de a-și impune restricții de la mâncare, băutură, satisfacerea unor necesități fiziologice etc. sau a unor plăceri (de exemplu, tabagică, alcoolică etc.). Teoria abstinenței este o teorie a economiei politice vulgare prin care economistul englez Nassau W. Senior a încercat să prezinte capitalul și acumularea capitalistă ca rezultate ale abținerii capitaliștilor de la consumul personal exagerat.
O întrerupere bruscă a unor consumuri (de alcool, de droguri) poate conduce la o serie de tulburări neurovegetative, numite fenomene de abstinență.